# Plateau de Beille

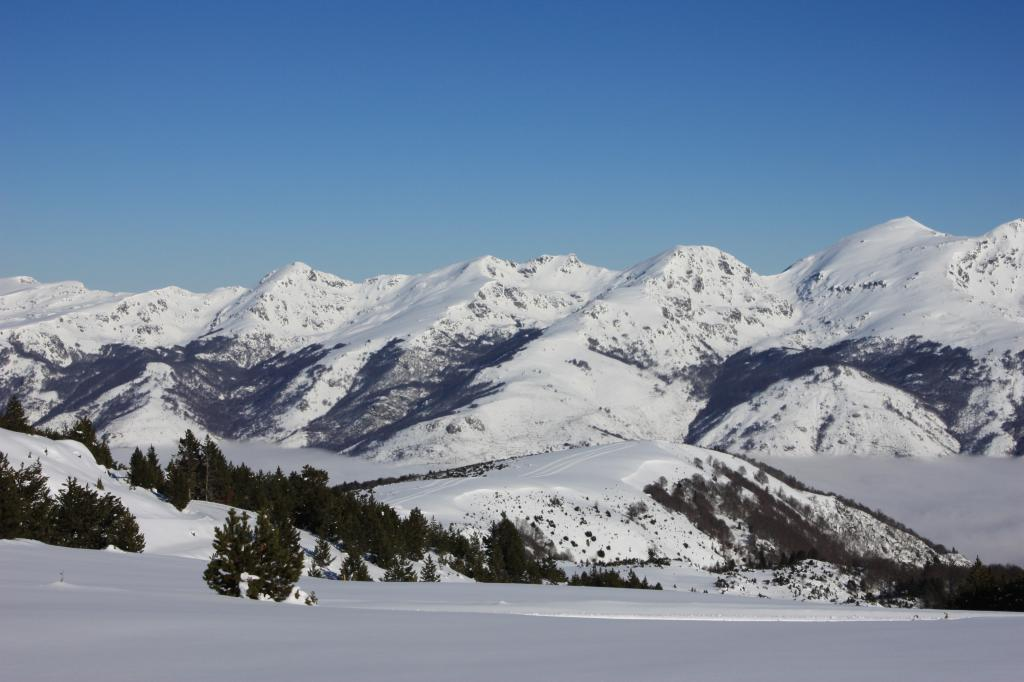
Plateau de Beille no inverno

Plateau de Beille é uma estação de esqui dos Pirenéus. Está situada no departamento de Ariège, em Midi-Pirenéus. A estação de desportos de inverno encontra-se a uma altitude de 1790 me.
A estação de esqui encontra-se entre Tarascon-sul-Ariège e Ax-lhes-Thermes, para perto da fronteira com Espanha. As pistas de esqui estão entre os 1650 e 2000 m. Esta estação é a mais importante dos Pirenéus para praticar esqui nórdico.

## Tour de France
Plateau de Beille tem sido o final de etapa do Tour de France cinco vezes: 1998, 2002, 2004, 2007 e 2011. Nas primeiras quatro ocasiões, o ganhador da etapa tem sido o vencedor do Tour: Marco Pantani em 1998, Lance Armstrong em 2002 e 2004 e Alberto Contador em 2007. No entanto, o ganhador da etapa em 2011, Jelle Vanendert, não ganhou o Tour.
* No Tour de France de 1998, o final de etapa foi aos 1747 m, todas as outras vezes a acabamento aos 1780 m.